# Kanal Krušija
Kanal Krušija är ett sund i Kroatien. Det ligger i den västra delen av landet, 150 km sydväst om huvudstaden Zagreb.
Klimatet i området är tempererat. Årsmedeltemperaturen i trakten är 13 °C. Den varmaste månaden är juli, då medeltemperaturen är 24 °C, och den kallaste är januari, med 3 °C. Genomsnittlig årsnederbörd är 2 106 millimeter. Den regnigaste månaden är november, med i genomsnitt 306 mm nederbörd, och den torraste är juni, med 93 mm nederbörd.